# Жироскоп
Жироскопът е симетрично твърдо тяло, най-често диск, който се върти с голяма ъглова скорост около оста си на симетрия. Основното му свойство е, че оста му се стреми да запази първоначалното си направление в пространството. Поради това се използва най-често за навигация в плавателни съдове и в авиацията за стабилизиране и поддържане на курса.

## Обща информация
Работи на принципа на запазване на момента на импулса. При завъртане на ротационната му ос на някакъв ъгъл възниква противоположен момент, големината на който зависи от формата, размерите, масата и ъгловата скорост на диска. Този момент се нарича жироскопичен и е вследствие на центробежните сили, действащи на диска. При определени обстоятелства силата, нужна за промяна на положението на жироскопа в пространството, може да бъде по-голяма от собственото му тегло.
Жироскопите могат да бъдат с една, две или три степени на свобода.
Основното уравнение на въртеливите движения, с което се описва и движението на жироскопа, е:
{\displaystyle {{d\mathbf {L} } \over {dt}}=\mathbf {M} },
където {\displaystyle \mathbf {L} } и {\displaystyle \mathbf {M} } са моментът на импулса и въртящият момент.
В неинерциална въртяща се отправна система основното уравнение на въртеливите движения се записва като динамично уравнение на Ойлер:
{\displaystyle {{d\mathbf {L} } \over {dt}}={{\partial \mathbf {L} } \over {\partial t}}+\Omega \times \mathbf {L} =\mathbf {M} }
Ако точката на закрепване на жироскопа не съвпада с центъра на масите му, възниква прецесия под действието на въртящ момент създаден от силата на тежестта.
Ъгловата скорост на прецесията {\displaystyle {\boldsymbol {\Omega }}_{P}} се получава от {\displaystyle {\boldsymbol {\Omega }}_{P}\times \mathbf {L} =\mathbf {M} }:
{\displaystyle {\boldsymbol {\Omega }}_{P}={\mp }{dm\mathbf {g}  \over {L}}}.
Прецесията е бавна, поради бързото въртене на жироскопа и голямата стойност на {\displaystyle {L}}.

## История
Идеята за създаване на уреди за жироскопично ориентиране и стабилизиране датира от 18 век, когато учени като Леонард Ойлер (Leonard Euler), Ломоносов и др. отбелязват жироскопичните свойства на въртящия се пумпал. Първата крачка напред е направена от Леон Фуко (Leon Faulcault), който през 1852 г. представя пред научните кръгове конструирания от него уред – първообраз на съвременния жироскоп. Той му дава името „жироскоп“ (от гръцки γυρος – въртене и σκοπεω – наблюдавам) във връзка с възможността да се наблюдава денонощното въртене на Земята. Жироскопът на Фуко се състои от бързо въртящ се ротор в карданно окачване – две взаимно перпендикулярни рамки, осигуряващи на тялото на ротора три степени на свобода – около собствената му ос (х-х), наричана още главна ос, около оста на чувствителността (y-y) и около оста на прецесията (z-z). Роторът се задвижвал с помощта на шнур.
През 1865 г. Труве (Trouve) конструира първия жироскопичен прибор, чийто ротор се задвижва от електромотор, а през 1908 г. Х.Аншютц (Dr Hermann Anschütz-Kämpfe) създава първия годен за ползване корабен жирокомпас, с което се слага началото на същинското жироскопично приборостроене. Конструктивна новост в жирокомпаса на Аншютц е жиромоторът – електромотор, чиято котва е и ротор на жироскопа. Вероятно оттогава разработването на жироскопични уреди се утвърждава като едно от основните направление в навигационното приборостроене. През 1950 г. се появяват значително по-успешните жирокомпаси MW-1 (Meridian Weiser – 1) – в Германия, и М1 – в Русия. Разработени на базата на навигационни жирокомпаси, те стават основа на усъвършенстваните модели М-3, МУГ-2 и MW2В, които осигуряват точност 1 – 2' и успешно навлизат в минното дело през следващите години.

## Роторен жироскоп
Роторен жироскоп се нарича всяко бързо въртящо се динамически симетрично тяло и неговата система на окачване, която позволява оста на въртенето му да изменя своето положение в пространството. Оста на въртене х-х е главната ос на жироскопа.
В зависимост от броя на степените на свобода жироскопите биват тристепенни и двустепенни. Тристепенните жироскопи позволяват главната ос на жироскопа да се върти около две допълнителни оси – y-y и z-z, а двустепенните – около една такава ос (напр. z-z). Точката в която тези оси се пресичат се нарича точка на окачване. Когато точката на окачване съвпада с центъра на тежестта на жироскопа, последният се нарича астатичен (уравновесен). Ако това условие не е изпълнено, жироскопьт се нарича тежък.
В конструкцията на различните модели жиротеодолити най-широко приложение намират двустепеният жироскоп и особено жиромахалото, което всъщност е тристепенен тежък жироскоп.

### Устройство и механична схема на роторния жироскоп с карданно окачване
При тристепенен астатичен жироскоп с карданно окачване, чийто ротор е в покой се прилага сила върху вътрешната рамка, жироскопът ще се завърти около оста y-y, а при прилагане на сила върху външната рамка – около оста z-z. Когато роторът се върти достатъчно бързо (напр. няколко десетки оборота в секунда) ответните реакции на приложените по същия начин сили ще бъдат други. При прилагане на сила върху вътрешната рамка, ще последва завъртане около прецесионната ос, а при прилагане на сила върху външната рамка, жироскопьт ще се завърти около оста на чувствителността.
Частицата 1, която лежи на ос z-z и има линейна скорост {\displaystyle {\vec {V}}_{1}}. Приложената сила върху външната рамка на карданното окачване се стреми да завърти главната ос на жироскопа на ъгъл α – от положение x-x в положение x'-x'. В новото положение векторът на линейната скорост на частицата 1 ще запази големината си, но ще промени посоката си от {\displaystyle {\vec {V}}_{1}} в {\displaystyle {\vec {V}}_{1}^{'}}. Същевременно, вследствие на инерцията, си частицата 1 се стреми да запази първоначалната посока на движението си и съгласно правилото за събиране и изваждане на вектори:
{\displaystyle {\vec {V}}_{1}^{'}={\vec {V}}_{1}+{\vec {\Delta }}}
По описания механизъм, всички диаметрално противоположни частици на ротора на жироскопа, с изключение на онези, които лежат на оста y-y, образуват двойки сили, стремящи се да го завъртят около оста на вътрешната рамка. При прилагане на сила върху вътрешната рамка вместо върху външната, могат да се наблюдават същите закономерности, които този път ще доведат до завъртане на главната ос на жироскопа около оста z-z. В първия случай има прецесия по ос y-y, а във втория – за прецесия по ос z-z.
Линейна скорост, с която всяка частица от въртящия се ротор се движи в пространството, е пропорционална на скоростта на въртене на ротора {\displaystyle {\vec {\omega }}} и разстоянието ѝ от главната ос х-х
{\displaystyle {\vec {V}}_{i}={\vec {\omega }}.{\vec {r}}_{i}}
където {\displaystyle {\vec {r}}_{i}} – радиус вектор на частицата. При означаване с mi – масата на тази частица, изразяването на нейния момент на количеството движение ще бъде формулата:
{\displaystyle {\vec {g}}_{i}={\vec {r}}_{i}.m_{i}.{\vec {V}}_{i}}.
При сумиране моментите на всички частици от ротора ще се получи главния момент на количеството движение
{\displaystyle {\vec {G}}_{i}=\sum _{i=1}^{\infty }{\vec {g}}_{i}}

## Динамика на жироскопа

### Tеорема на Резал
Използва се инерциална координатна система {\displaystyle \xi ,\eta ,\zeta } с начало в центъра на тежестта на жироскопа и ориентация, съвпадаща с осите му в даден момент. Вследствие на външната сила {\displaystyle {\vec {F}}} приложена върху жироскопа да възникне моментът {\displaystyle {\vec {M}}}
{\displaystyle {\vec {M}}={\vec {r}}.{\vec {F}}}
Изразяването на изменението на главния момент на количеството движение на ротора {\displaystyle {\vec {G}}} вследствие на {\displaystyle {\vec {M}}} и диференциране по времето {\displaystyle {\textit {t}}}, ще се получи:
{\displaystyle {\frac {d{\vec {V}}_{i}}{dt}}=\sum _{i=1}^{\infty }\left({\frac {d{\vec {r}}_{i}}{dt}}.m_{i}.{\vec {V}}_{i}+{\vec {r}}_{i}m_{i}.{\frac {d{\vec {V}}_{i}}{dt}}\right)}.
Трябва да се съобрази, че {\displaystyle {\frac {d{\vec {V}}{}_{i}}{dt}}={\vec {a}}_{i}} е ускорението на елементарната частица от ротора и {\displaystyle {\frac {d{\vec {r}}_{i}}{dt}}={\vec {V}}_{i}} или окончателно:
{\displaystyle {\frac {d{\vec {G}}}{dt}}=\sum _{i=1}^{\infty }\left({\vec {V}}_{i}m_{i}{\vec {V}}{}_{i}+{\vec {r}}_{i}m_{i}{\vec {a}}_{i}\right){\text{или}}{\frac {d{\vec {G}}}{dt}}=\sum _{i=1}^{\infty }{\vec {r}}_{i}{\vec {F}}_{i}},
отчита се и колинеарността на векторите в първото произведение, както и {\displaystyle {\vec {F}}_{i}=m_{i}.{\vec {a}}_{i}}.
Това доказва, че изменението на главния момент на количеството движение на жироскопа е равно на момента на външните сили:
{\displaystyle {\frac {d{\vec {G}}}{dt}}={\vec {M}}}
Векторът {\displaystyle {\vec {G}}} се определя по отношение на главната ос на жироскопа, то изразява скоростта на полюса ѝ {\displaystyle {\vec {V}}_{G}} в инерциалното пространство под действие на момента на външните сили {\displaystyle {\vec {M}}}, приложени върху нея.
Когато на жироскопа не действат никакви външни сили, {\displaystyle {\vec {M}}=0}, положението на главната му ос остава неизменно {\displaystyle {\frac {d{\vec {G}}}{dt}}=0}.

### Стабилизация на жироскоп
Основно свойство на жироскопа, което се дължи на инерцията на частиците на въртящия се ротор, се нарича стабилизация. Ефектът се наблюдава при произволно изменяне положението на основата на жироскопа – посоката на ротационната му ос ще се запази.
При прилагане на кратковременно действаща сила върху една от рамките, например външната, ще последва завъртане около оста y-y по описания вече начин. Завъртането около y-y ше доведе от своя страна до завъртане около оста z-z, което отново ще предизвика завъртане около оста на чувствителността и т.н., докато така създадените колебания се погасят от силите на триене в системата на окачване на жироскопа и от аеродинамичното съпротивление. Това явление характеризира друго свойство, присъщо на динамиката на жироскопа – Нутация.
Свойството стабилизация на тристепенния астатичен жироскоп се използва широко при конструирането на т.нар. жирополукомпаси, които служат за поддържане на зададената им начална посока. На този принцип работят всички жироскопически навигационни системи, прилагани в летателните апарати, корабите и сухоземния транспорт. Вследствие на невъзможността да се построи идеално балансиран астатичен жироскоп, поради технически неизпълнимото условие за идеално съвпадане на точката на окачване на жироскопа с центъра на тежестта му, винаги се появяват външни моменти, водещи до прецесия но осите y-y и z-z, под влиянието на която поддьржането на абсолютно неизменно положение в световното пространство на оста х-х е неосъществимо. Вредната прецесия, създавана от техническите несъвършенства, се нарича дрейф на жироскопа.

## Жиромахало
Основен детайл в конструкцията на повечето жирокомпаси и жиротеодолити е жиромахалото, което служи за датчик на посоката на астрономичния меридиан.
Под действие на денонощното въртене на Земята и силата на тежестта, главната ос на жироскопа извършва колебателни движения около равнината на меридиана в точката на стоене.
Нека жиромахалото се намира в т. А, разположена в северното полукълбо. В началния момент {\displaystyle {t}_{1}} то увисва надолу под действие на силата на тежестта {\displaystyle {\vec {P}}}, а оста на прецесия z-z застава във вертикално положение, в една линия с центъра на тежестта C. Главната ос x-x е в хоризонтално положение и е ориентирана приблизително в равнината на меридиана, като се отклонява от нея на ъгъл {\displaystyle \alpha }, например с полюса на изток .
В следващия момент {\displaystyle {\textit {t}}_{2}}, Земята се е завъртяла около оста си на ъгъл {\displaystyle \beta }, а т. А е с ново положение в пространството. Тъй като върху главната ос на жиромахалото х-х не действат външни сили, тя запазва първоначалната си посока, което води до потъване на повърхността на Земята под северния ѝ край, респективно издигане към южния ѝ край, и образуването на ъгъл {\displaystyle \beta } между оста z-z и отвесната линия в т. А. Така центърът на тежестта С се оказва изместен от последната и се образува рамо с дължина SC{\displaystyle sin\beta }, върху което е приложена силата на тежестта. Възниква момент, който се стреми да върне центъра на тежестта С към {\displaystyle {\vec {P}}} отвесната линия в т. А, т.е. да завърти жироскопа около чувствителната му ос y-y. Вследствие на това главната ос започва да прецесира азимутално около оста z-z.
Траекторията, по която ще се движи полюсът на главната ос е следната: в началния момент {\displaystyle {t}_{1}} оста х-х е отклонена от равнината на местния меридиан на ъгъл {\displaystyle \alpha }, ъгъл {\displaystyle \beta } е равен на нула, а полюсът е в т. 1. Тъй като денонощното въртене на Земята {\displaystyle \omega _{E}} е с посока от запад (W) на изток (E), по описания по-горе начин ще възникне външен момент около оста y-y, насочен надолу. По правилото на дясната ръка, главната ос ще започне да прецесира на запад със скорост {\displaystyle \omega _{P}}, но видимо полюсът ѝ ще се отклони на изток, тъй като в този момент {\displaystyle \omega _{E}>\omega _{P}}. Това ще доведе до увеличаване на ъгъл {\displaystyle \beta } и ускоряване на прецесията {\displaystyle \omega }, докато тя се изравни с {\displaystyle \omega _{E}}. Тъй като {\displaystyle \omega _{P}} и {\displaystyle \omega _{E}} са с противоположни посоки, видимото движение на полюса от т. 1 в източна посока ще се забави и ще спре в т. 2. Тогава ъгъл a достига максимална стойност {\displaystyle \alpha _{max}}, ъгъл {\displaystyle \beta } – стойност {\displaystyle \beta _{E}} и максимален темп на нарастване, а азимуталната прецесия изцяло компенсира денонощното въртене на Земята.
След т. 2 скоростта на прецесията продължава да нараства и тъй като вече {\displaystyle \omega _{P}>\omega _{E}}, полюсът на главната ос променя посоката си и се отклонява на запад. Понеже ъгъл {\displaystyle \alpha } намалява, скоростта на нарастването на ъгъл {\displaystyle \beta } също намалява и в т. 3 главната ос x-x достига максимален наклон спрямо хоризонта. В тази точка азимуталната прецесия е с максимална скорост и полюсът на главната ос пресича местния меридиан.
В участъка от т. 3 до т. 4 полюсът на главната ос е западно от меридиана, което води до спадане на наклона на главната ос и намаляване на скоростта на азимуталната прецесия. В т. 4 {\displaystyle \omega _{P}} и {\displaystyle \omega _{E}} отново се изравняват, поради което видимото движение на полюса спира. Тогава ъгъл a достига максимална отрицателна стойност, а ъгъл {\displaystyle \beta } – стойността {\displaystyle \beta _{E}}.
След като промени посоката на движението си в т. 4, полюсът на главната ос започва с ускорение да се връща към равнината на меридиана. Същевременно, макар и със забавен темп, ъгъл {\displaystyle \beta } продължава да намалява и в т. 5 оста x-x е отново в хоризонтално положение, след което се накланя надолу, за да достигне минимум в т. 6. Тогава прецесията в източна посока е максимална и полюсът пресича меридиана, в посока от запад на изток.
В заключителната фаза на видимата си траектория полюсът отново е източно от меридиана, което води до нарастване на ъгъл {\displaystyle \beta }, съответно забавяне на прецесията в източна посока до пълното ѝ спиране в т. 1, когато главната ос се издига до равнината на хоризонта. Полюсът продължава видимото си движение на изток под действие на {\displaystyle \omega _{E}} и започва нов цикъл от колебателното си движение.
В действителност, вместо по затворена линия, полюсът на жиромахалото се движи по траектория с форма на свиваща се елиптична спирала, със затихваща амплитуда на колебанията под действието на дисипативни сили като триене, аеродинамично съпротивление и други, водещи до понижаване на енергията в системата. В съвременните конструктивни решения перидоът на колебанията на главната ос възлиза на няколко минути, а съотношението между полуосите на елиптичната траектория е от порядъка на 1:200.

### Уравнение на азимуталното движение на жиромахалото
По същество ориентирането с жиротеодолит може да се разглежда като автономен способ за определяне на астрономични азимути, чиято реализация се дължи на денонощното въртене на Земята около собствената ѝ ос. Разработват се и се прилагат така наречените роторни жиротеодолити, тоест тези, в основата на чиято конструкция е заложен роторен жироскоп с една частично ограничена степан на свобода, който функционира като жиромахало.
Както е известно, главната ос на жиромахалото, наречено още чувствителен елемент (ЧЕ) на жиротеодолита, прецесира и извършва азимутално движение, имащо характер на затихващо колебание, чието равновесно положение е направлението на астрономичния меридиан от точката, в която се извършват измерванията.

### Определяне равновесното положение на главната ос на чувствителния елемент
Азимуталното движение на главната ос на жиромахалото се представя посредством линейно нехомогенно диференциално уравнение от втори порядък:
{\displaystyle {\ddot {\alpha }}+2\rho {\dot {\alpha }}+q^{2}\alpha =r} (1)
- {\displaystyle {\ddot {\alpha }}} и {\displaystyle {\dot {\alpha }}} – производните {\displaystyle {\frac {d^{2}\alpha }{dt^{2}}}} и {\displaystyle {\frac {d\alpha }{dt}}}, имащи смисъл на ускорение и на скорост на азимуталното движение
- {\displaystyle \rho } представя действието на дисипативните сили, определящи затихващия характер па колебанията
- {\displaystyle q^{2}} – кръговата честота на свободните от дисипативии сили колебания на системата, r=const.

Решението на (1) е сума от общото решение:
{\displaystyle \alpha =\alpha _{m}e^{-\rho t}\sin \left({\sqrt {q^{2}.\rho ^{2}}}.t+\nu \right)} (2)
на съответстващото хомогенно уравнение и някое частно решение на (1):
{\displaystyle \alpha ^{'}={\frac {r}{q^{2}}}} (3)
- {\displaystyle \alpha _{m}} и {\displaystyle \nu } – максималната амплитуда и началната фаза на колебанието
- {\displaystyle {\sqrt {q^{2}.\rho ^{2}}}} – собствената кръгова честота на системата, разглеждана вече като дисипативна.

Равновесното положение на ЧЕ се дава от общото решение (2) за {\displaystyle t=t_{i}+{\frac {1}{4}}T}
- {\displaystyle T={\frac {2\pi }{\sqrt {q^{2}.\rho ^{2}}}}} с период на прецесионните колебания
- {\displaystyle t_{i}} – момент на i точка на реверсия:

{\displaystyle \alpha _{i}=\alpha _{m}e^{-\rho t}\sin \left({\sqrt {q^{2}-\rho ^{2}}}.t_{i}+\nu \right)}
a (3) се добавя като корекция към определеното вече равновесно положение.
В затворен вид изразът (2) не може да се реши, тъй като величините {\displaystyle \alpha _{m}} и {\displaystyle \nu }, които са функции на началните условия на измерването, са практически неопределяеми. Затова се търси подходящо числено решение, в което да участват реално измерени елементи. Като такива решения може да се разглеждат методът на реверсиите, амплитудните и пасажните способи. Най-подходящ за жиротеодолитите с визуална регистрация е реверсионният способ:
{\displaystyle \alpha _{0}={\frac {1}{\alpha ^{m-1}}}\sum _{i=1}^{m}\left(i^{m}-1\right)\alpha _{i}} (4)
- {\displaystyle \alpha _{0}} – изчисленото равновесното положение на ЧЕ
- m – брой на наблюдаваните точки на реверсия {\displaystyle \alpha _{i}}.

От статистическа гледна точка оценката {\displaystyle \alpha _{0}} е състоятелна, тъй като:
{\displaystyle \lim \limits _{m\to \infty }\rho \left(\left|\alpha _{0}-\alpha _{0}^{*}\right|<\aleph \right)=1} (5)
- {\displaystyle \alpha _{0}^{*}} – истинска стойност на равновесното положение на ЧЕ
- {\displaystyle \aleph } – приблизитено малко положително число.

Изследванията показват, че при съвременните жиротеодолити, чийто декремент на затихване {\displaystyle \Delta f=\ln {\frac {\alpha _{i-1}-\alpha _{i}}{\alpha _{i+1}-\alpha _{i}}}} е достатъчно малък по стойност ({\displaystyle \Delta f<0,002}), за да се получи добра оценка {\displaystyle \alpha _{0}} не е необходимо да се наблюдават повече от четири точки на реверсия, при което представителността на {\displaystyle \alpha _{0}} ще зависи от точността на фиксирането им. Последната може да се определи от разликата между получаваните и хода на едно измерване емпирични стойности на фактора на затихване f, числено равен на отношението на две последователни амплитуди на прецесионните колебания:
{\displaystyle \partial f=f_{I}-f_{II}={\frac {\alpha _{1}-\alpha _{2}}{\alpha _{3}-\alpha _{2}}}-{\frac {\alpha _{3}-\alpha _{2}}{\alpha _{3}-\alpha _{4}}}} (6)
Точността на определяне на реверсните точки {\displaystyle \mu } е функция както на наблюдателната грешка при фиксирането им, така и на неизбежните – конструктивно и по външни причини – смущения в азимуталното движение на ЧЕ.
{\displaystyle \mu =1,8.10^{3}{\bar {R}}^{[0]}{\frac {\sqrt {\frac {2\left(\delta f\right)^{2}}{n}}}{\sqrt {1+\rho }}}} (7)
Като се използва фактът, че при съвременните жиротеодолити факторът на затихване е близък до единица {\displaystyle f} ~1,002, изразът се опростява значително
След диференциране на (4) за m=4 и заместване на (7) в получения израз за точността на определяне на равновесното положение на ЧЕ.
{\displaystyle \mu \left(\alpha _{0}\right)=1,01.10^{3}{\bar {R}}^{[0]}{\frac {\sqrt {\frac {\sum \left(\delta f\right)^{2}}{n}}}{\sqrt {1+\rho }}}}
Частният интеграл {\displaystyle \alpha ^{'}} въвежда към решението {\displaystyle \alpha _{0}} допълнителна стойност, която се дължи на фактори със систематично влияние неизменящи характера на азимуталното движение на жиромахалото. С достатъчно голямо приближение (3) може да се представи във вида:
{\displaystyle \alpha ^{'}=\varepsilon +\Delta \alpha } (8)
- {\displaystyle \varepsilon } и {\displaystyle \Delta \alpha } – азимутите на равновесното положение на жиромахалото, изчислено по (4). Дължащи се съответно на разбалансирането на ЧЕ и хода на измерването и на нулпункта на измеряането.

## Метод на реверсиите
Наблюдават се няколко отчета {\displaystyle \alpha _{i}} в реверсните точки на колебанията на чувствителния елемент: {\displaystyle {\frac {d\alpha _{i}}{dt_{i}}}=0,}{\displaystyle t_{i}={\frac {2i-1}{4}}.T} при {\displaystyle \nu =0} (3)
Условието (3) води до {\displaystyle \omega .t_{i}=0}, откъдето следва
{\displaystyle \alpha _{i}=\alpha _{N}+\alpha _{0}\left(-1\right)^{i-1}\exp \left(-pt_{i}\right)} (4)
Числената стойност на отношението {\displaystyle {\frac {r}{q^{2}}}} се прибавя към определеното вече равновесно положение {\displaystyle \alpha _{N}} под формата на поправка заради нулпункта на торзионната лента и като компонента на инструменталната поправка {\displaystyle \Delta } на жиротеодолита. За да се определи равновесното положение на чувствителния елемент, трябва да се реши нелинейна система от толкова на брой уравнения (4), колкото е броят n на наблюдаваните реверсни точки. За да се облекчи решението, {\displaystyle \exp \left(-pt_{i}\right)} се развива в ред по Тейлър:
{\displaystyle exp\left(-pt_{i}\right)=\sum _{j=0}^{n-1}{\frac {\left(-pt_{i}\right)^{j}}{j!}}=\sum _{j=0}^{n-1}{\frac {\left({\frac {2i-1}{4}}\right)^{j}}{j!}}.\left(-pT\right)} (5)
Така се достига до несложния израз за равновесното положение на чувствителния елемент:
{\displaystyle \alpha _{N}={\frac {1}{2^{n-1}}}\sum _{i=0}^{n-1}\left(n-1\right)\alpha _{i+1}} (6)
Може да се направят следните специализации на (6):
- При p=0 (незатихващи колебания): {\displaystyle \alpha _{N}={\frac {1}{2}}\left(\alpha _{1}+\alpha _{2}\right)} (7)
- При линейно развитие на {\displaystyle \exp \left(-pt_{i}\right)}:

{\displaystyle \exp \left(-pt_{i}\right)=1-{\frac {2i-1}{4}}.pT} (8),
{\displaystyle \alpha _{N}={\frac {1}{4}}\left(\alpha _{1}+2\alpha _{2}+\alpha _{3}\right)}
В литературата този израз е известен като Фокс-Шулерово средно и е приложим при слабодемпфирани колебания. Някои автори го наричат способ по три точки на реверсия
- При параболично развитие на {\displaystyle \exp \left(-pt_{i}\right)}:

{\displaystyle \exp \left(-pt_{i}\right)=1-{\frac {2i-1}{4}}.pT-{\frac {\left(2i-1\right)^{2}}{16}}p^{2}T^{2}} (9)
{\displaystyle \alpha _{N}={\frac {1}{8}}\left(\alpha _{1}+3\alpha _{2}+3\alpha _{3}+\alpha _{4}\right)}
Това е така нареченото Томасово средно TL. Thomas, или още способ по четири точки на реверсия. Може да се прилага и при по-силно демпфирани системи.
Възможно е дисипативният коефициент р, който е мярка за демпфираността на колебанията, да се определи емпирично от логаритмичния декремент на затихване {\displaystyle \Delta f}
{\displaystyle p{\frac {T}{2}}=\Delta f=ln{\frac {\alpha _{i-1}-\alpha _{i}}{\alpha _{i+1}-\alpha _{i}}}} (10)
Често срещано е и понятието „амплитуден способ“, който всъщност е разновидност на метода на реверсиите.

## Комбиниран метод
При комбинирания метод, във фиксирани моменти t{\displaystyle {}_{i}}, се отчитат положенията {\displaystyle \alpha _{i}} на главната ос на чувствителния елемент, след като {\displaystyle \alpha _{N}} е определено приблизително, с точност до няколко минути:
{\displaystyle \alpha _{i}=\alpha _{N}+\alpha _{0}\sin \left({\frac {2\pi }{T}}\left(t_{0}+t_{i}\right)\right)\exp \left(-p\left(t_{0}-t_{i}\right)\right)} (11)
След многократно определяне на {\displaystyle \alpha _{i}}, е възможно да се съставят уравнения на поправките от типа:
{\displaystyle \alpha _{i}+\nu _{i}=\left({\frac {\partial \alpha _{i}}{\partial \alpha _{N}}}\right)}{\displaystyle d\alpha _{N}+\left({\frac {\partial \alpha _{i}}{\partial \alpha _{0}}}\right)}{\displaystyle d\alpha _{0}+\left({\frac {\partial \alpha _{i}}{\partial t_{0}}}\right)}{\displaystyle dt_{0}+\left({\frac {\partial \alpha _{i}}{\partial T}}\right)}{\displaystyle dT+\left({\frac {\partial \alpha _{i}}{\partial p}}\right)dp+\alpha _{N}+\alpha _{0}\sin \left({\frac {2\pi }{T}}\left(t_{0}+t_{i}\right)\right)\exp \left(-p\left(t_{0}-t_{i}\right)\right)} (12)
Приблизителните стойности {\displaystyle \alpha _{N}}, {\displaystyle \alpha _{0}}, T, {\displaystyle t_{0}}, p, a също и частните им производни в (12), може да се определят, след което се съставя и решава система нормални уравнения, от която се стига до неизвестните {\displaystyle d\alpha _{N}}, {\displaystyle d\alpha _{0}}, dT, {\displaystyle dt_{0}}, dp, чрез които се получават изравнените стойности на търсените величини:
{\displaystyle {\tilde {\alpha }}_{N}=\alpha _{N}+d\alpha _{N}},
{\displaystyle {\tilde {\alpha }}_{0}=\alpha _{0}+d\alpha _{0}},
{\displaystyle {\tilde {t}}_{0}=t_{0}+dt_{0}},
{\displaystyle {\tilde {T}}=T+dT},
{\displaystyle {\tilde {p}}=p+dp}
идеята за комбинирания метод е дадена през 1964 г. от Х.Р.Швенденер, а горното решение за р=О, е на Г.Брункен.